# محطة كهرباء فوهليهيرسكا
محطة كهرباء فوهليهيرسكا (بالأوكرانية: Вуглегірська ТЕС)‏ هي محطة طاقة حرارية تعمل بالفحم وتقع في سفيتلودارسك، أوكرانيا.
تتكون المحطة من 7 وحدات بإجمالي قدرة 3600 ميغاواط ودخلت الخدمة بين عامي 1972 و1977.
يبلغ ارتفاع مدخنة المحطة 320 متر (1,050 قدم)، وهي أحد أطول المباني في أوكرانيا.
منذ أغسطس 1995 يتم تشغيل محطة الطاقة من قبل سنترينغو.
في 29 مارس 2013، تم تدمير أربع وحدات طاقة بالمحطة نتيجة حريق كبير قتل فيه موظف واحد وتم نقل ثمانية عمال مصابين إلى المستشفى.